# Milan Sirý
Milan Sirý (3. března 1939 – leden 2009) byl český fotbalista, útočník. Po skončení aktivní kariéry byl trenérem mládeže a sportovním ředitelem VOKD Poruba.

## Fotbalová kariéra
V československé lize hrál za Baník Ostrava. Nastoupil v 86 ligových utkáních a dal 34 gólů. Z Baníku přestoupil v roce 1966 do Škody Plzeň. Jeho předností byl čich na góly, uměl se v pokutovém území postavit tam, kam se odrazil míč.

## Ligová bilance
| Ročník                                   | Zápasy | Góly | Klub          |
| ---------------------------------------- | ------ | ---- | ------------- |
| 1. československá fotbalová liga 1960/61 | 16     | 9    | Baník Ostrava |
| 1. československá fotbalová liga 1961/62 | 25     | 8    | Baník Ostrava |
| 1. československá fotbalová liga 1962/63 | 24     | 12   | Baník Ostrava |
| 1. československá fotbalová liga 1963/64 | 20     | 4    | Baník Ostrava |
| 1. československá fotbalová liga 1964/65 | 1      | 0    | Baník Ostrava |
| 1. československá fotbalová liga 1965/66 | 2      | 0    | Baník Ostrava |
| CELKEM                                   | 86     | 34   |               |